# وست فارماستیکال
وست فارماستیکال (انگلیسی: West Pharmaceutical) شرکت داروسازی آمریکایی است، که در سال ۱۹۲۳ تأسیس شد.